# نازیسم در آمریکا

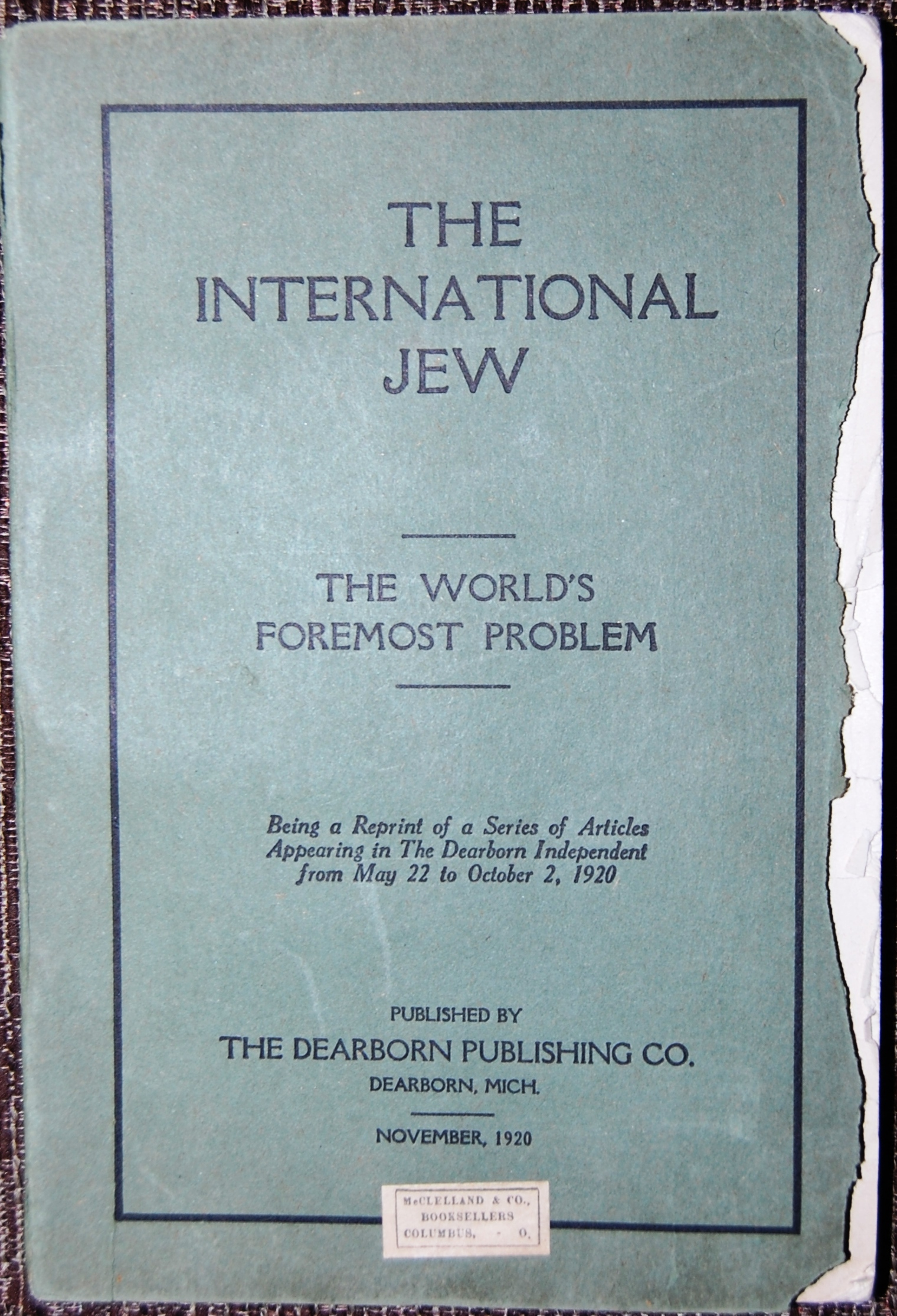
متن بنیادینی در ارتباط با یهودستیزی مدرن، اثر هنری فورد

نازیسم در آمریکا از دهه ۱۹۳۰ تا امروز وجود دارد. عضویت اولین گروه‌های منعکس‌کننده هم‌فکری برخی آلمانی-آمریکایی‌ها و آمریکایی‌های لاتین آلمانی نسبت به آلمان نازی بود که روح ناسیونال سوسیالیستی در اروپا را پذیرفته و آن را در قاره آمریکا ایجاد کرد. در طول دوره میان دو جنگ و شروع جنگ جهانی دوم، احزاب نازی آمریکایی به فعالیت‌های مانند حمایت از تبلیغات نازی‌ها، هجوم به روزنامه‌ها، انتشار مطالب هم‌فکر با نازی‌ها و نفوذ در سایر سازمان‌های غیرسیاسی پرداختند.
واکنش به این احزاب متفاوت بود، از حمایت گسترده تا مقاومت آشکار، از جمله تشکیل اولین سازمان‌های مقاومت یهودی ضد نازی در ایالات متحده، مانند اتحادیه غیر فرقهٔ ضد نازی برای دفاع از حقوق بشر.

## ایالات متحده

### دوره میان دو جنگ
آدولف هیتلر در ۳۰ ژانویه ۱۹۳۳ صدراعظم آلمان شد. آمریکایی‌های آلمانی‌تبار سال‌ها تلاش کردند تا جنبش‌های طرف‌دار نازی را در ایالات متحده ایجاد کنند، آن‌ها اغلب صلیب شکسته و یونیفورم می‌پوشیدند. این گروه‌ها ارتباط چندانی با آلمان نازی نداشتند و از سوی جامعه بزرگ‌تر آلمانی-آمریکایی حمایت نمی‌شدند. در می ۱۹۳۳، هاینز اسپانکنوبل از رودولف هس، معاون پیشوای آلمان، اجازه تشکیل شاخه رسمی حزب نازی در آمریکا را دریافت کرد. این شاخه به عنوان دوستان آلمان جدید در ایالات متحده شناخته می‌شد. حزب نازی از آن به عنوان حزب ناسیونال سوسیالیست کارگران آلمان ایالات متحده یاد می‌کرد، اگرچه این حزب در شیکاگو حضور پُر رنگی داشت، اما دفتر مرکزی آن در شهر نیویورک باقی‌ماند و از کنسول آلمان در آن شهر حمایت دریافت می‌کرد. سازمان اسپانکنوبل به‌صورت آشکارا طرف‌دار نازی‌ها بود. اعضای آن به روزنامه آلمانی نیویورکر استاتز-زیتونگ هجوم برده و از این روزنامه خواستند مقالاتی در جهت هم‌فکری با نازی‌ها را منتشر کند. رهبری اسپانکنوبل کوتاه مدت بود، زیرا او در اکتبر ۱۹۳۳ به دنبال افشای عدم ثبت نام او به عنوان یک عامل خارجی، اخراج شد. برخی از شرکت‌های آمریکایی روابط تجاری داشتند که حتی پس از اعلان جنگ نیز ادامه داشت.

### جنگ جهانی دوم
دوستان آلمان جدید در دهه ۱۹۳۰ منحل شد. فدراسیون آلمانی آمریکایی (German American Bund) به رهبری فریتز کوهن در سال ۱۹۳۵ تشکیل شد و تا زمان ورود رسمی آمریکا به جنگ جهانی دوم در سال ۱۹۴۱ ادامه یافت. هدف این فدراسیون آمریکا و آلمان ناسیونال سوسیالیست متحد بود. این فدراسیون کمونیسم را هدف اصلی خود اعلام کرد و نگرش‌های ضد یهود را ابراز داشت. با الهام از جوانان هیتلر، این فدراسیون بخش جوانان خود را ایجاد نمود که در آن اعضا «درس‌های زبان آلمانی فرا می‌گرفتند، دستورالعمل‌های را در مورد نحوه ادای احترام به سواستیکا دریافت می‌کردند و آهنگ "Horst Wessel Lied" و سایر آهنگ‌های نازی را آموختند». این فدراسیون به توجیه و ستایش هیتلر و جنبش‌های او در اروپا در طول جنگ جهانی دوم ادامه داد. پس از حمله آلمان به لهستان در سال ۱۹۳۹، رهبران فدراسیون بیانیهٔ منتشر کرده و از آمریکا خواستند در درگیری‌های بعدی بی‌طرف بماند و با تلاش‌های جنگی آلمان ابراز هم‌فکری کردند. فدراسیون استدلال می‌کرد که این حمایت از تلاش‌های جنگی آلمان، بی‌وفایی نسبت به ایالات متحده نیست، زیرا آمریکایی‌های آلمانی‌تبار مصمم بودند که «به مبارزه برای آمریکای غیر یهودی عاری از همه عناصر مارکسیست یهودی آتئیست ادامه دهند».
پس از اختلافات فراوان داخلی و رهبری، کمیته اجرایی فدراسیون با انحلال حزب در روز پس از بمباران پرل هاربر موافقت کرد. در ۱۱ دسامبر ۱۹۴۱، ایالات متحده به‌طور رسمی به نیروهای محور اعلام جنگ کرد و مقر فدراسیون توسط مأموران وزارت خزانه‌داری مورد حمله قرار گرفت. مأموران تمام سوابق را ضبط کرده و ۷۶ نفر از رهبران فدراسیون را دستگیر کردند.

### پس از جنگ جهانی دوم
دفتر تحقیقات ویژه تخمین نمود که حدود ده هزار مرتکبین جنایات جنگی نازی پس از پایان جنگ جهانی دوم از شرق اروپا وارد ایالات متحده شدند. برخی از آن‌ها در عملیات گیره کاغذ، پروژهٔ برای آوردن دانشمندان و مهندسان آلمانی به ایالات متحده آورده شدند. اکثر همکاران نازی از طریق قوانین ۱۹۴۸ و ۱۹۵۰ برای افراد آواره و قانون امداد به پناهندگان در سال ۱۹۵۳ وارد ایالات متحده شدند. حامیان این اقدامات فقط آگاهی اندکی از احتمال ورود جنایت‌کاران جنگی نازی به ایالات متحده از طریق آن‌ها نشان دادند. بیشتر نگرانی هواداران، ممانعت از ورود کمونیست‌های شناخته شده بود. این تغییر تمرکز احتمالاً به دلیل فشارهای جنگ سرد در سال‌های پس از جنگ جهانی دوم بود، زمانی که ایالات متحده بیش از نازیسم بر مقابله با کمونیسم شوروی تمرکز داشت.
در طول دهه ۱۹۵۰، چندین تحقیق در مورد جنایت‌کاران جنگی مظنون نازی توسط خدمات مهاجرت و تابعیت انجام شد، اما بر اثر این تحقیقات هیچ محاکمه رسمی صورت نگرفت. هولوکاست و امکان زندگی هم‌دستان نازی‌ها در این کشور در دهه ۱۹۶۰ با محاکمه آدولف آیشمن، اتهامات جنایت‌کاران جنگی در جریان محاکمات جنایات جنگی شوروی و مجموعهٔ از مقالات منتشر شده توسط چارلز آر آلن با جزئیات حضور جنایت‌کاران جنگی نازی که در ایالات متحده زندگی می‌کنند وارد بحث ملی شد. دولت فدرال شروع به تمرکز بر کشف جنایت‌کاران جنگی نازی در کشور کرد. آگاهی عمومی در مورد هولوکاست و جنایت‌کاران جنگی نازی باقی‌مانده در دهه ۱۹۷۰ افزایش یافت. بسیاری از موارد خبرساز شدند. پرونده هرمین براونشتاینر رایان که اولین جنایت‌کار جنگی نازی بود که از ایالات متحده مسترد شد. بازتاب گستردهٔ در رسانه‌ها یافت. این پرونده باعث شد تا خدمات مهاجرت و تابعیت بیشتر هم‌دستان نازی‌ها را پیدا کند. در اواخر دهه ۱۹۷۰، INS به هزاران پرونده رسیدگی کرد و دولت ایالات متحده دفتر تحقیقات ویژه را تشکیل داد که وقف یافتن جنایت‌کاران جنگی نازی در ایالات متحده شده بود.
نئو نازیسم به عنوان یک ایدئولوژی در این دوران ظهور کرد و به دنبال احیا و اجرای ایدئولوژی نازی بود. نئونازی‌ها به دنبال استفاده از ایدئولوژی خود برای ترویج نفرت و برتری سفیدپوستان، حمله به اقلیت‌های نژادی، قومی و ایجاد یک دولت فاشیستی هستند. نئو نازیسم یک پدیده جهانی است که در بسیاری از کشورها و شبکه‌های بین‌المللی نمایندگی سازمان یافته دارد، ناصری از دکترین نازی، از جمله ناسیونالیسم افراطی، نژادپرستی، بی‌گانه هراسی، توانایی‌گرایی، همجنس‌گراهراسی، ضد رومانییسم، یهودستیزی، ضد کمونیسم و ایجاد رایش چهارم را به عاریت گرفته‌است. انکار هولوکاست در محافل نئونازی رایج است.
در ایالات متحده، سازمان‌های مانند حزب نازی آمریکا، اتحاد ملی و مقاومت آریایی سفید در نیمه دوم قرن بیستم تشکیل شدند. اتحاد ملی که در دهه ۱۹۷۰ توسط ویلیام لوتر پیرس، نویسنده کتاب خاطرات ترنر (The Turner Diaries) تأسیس شد، بزرگ‌ترین و فعال‌ترین گروه نئونازی در ایالات متحده در دهه ۱۹۹۰ بود.

## کتابشناسی
- Black, Edwin (2001). IBM and the Holocaust: The Strategic Alliance between Nazi Germany and America's Most Powerful Corporation. [S.l.]: Crown Publishers. ISBN 9780914153276
- HITLER’S SHADOW Nazi War Criminals, U.S. Intelligence, and the Cold War
- From Germany to the United States: Universalizing the Fourth Reich in the Turbulent 1960s. (2019). The Fourth Reich, 158–190. doi:10.1017/9781108628587.006